# Bajazet
Pour les personnages historiques nommés Bajazet, voir Bayezid.
Pour l'opéra de Vivaldi, voir Bajazet (Vivaldi).
Bajazet est une tragédie en cinq actes et en vers de Jean Racine. Elle est représentée pour la première fois en janvier 1672 au théâtre de l'Hôtel de Bourgogne et publiée la même année. Septième pièce de son auteur, elle est la première à s'inspirer d'un épisode historique contemporain, un fratricide ordonné en 1635 par le sultan ottoman Mourad IV.
Avec Bajazet, Racine réactive la veine des pièces françaises à sujet turc et s'éloigne radicalement de l'esthétique moins sanglante de sa tragédie précédente, Bérénice, quoique les deux pièces mettent en scène le même conflit entre le pouvoir politique et les passions amoureuses. La violence et la complexité de l'intrigue sont de retour : après de nombreux revirements, la pièce se conclut par une « grande tuerie », selon la formule de Madame de Sévigné, dans l'atmosphère cloîtrée du sérail de Mourad IV, sultan ottoman de 1623 à 1640 et évoqué sous le nom d'Amurat dans la pièce. Amurat ne joue pas dans la pièce, nous avons seulement des personnages qui font des liens avec lui. L'intrigue est centrée plus particulièrement sur l'un des frères du sultan, Bajazet : sous le coup d'un arrêt de mort prononcé par le sultan parti combattre les Perses, ce prince est en outre pris dans un triangle amoureux impliquant la sultane restée seule au palais impérial à Constantinople.
À sa création, la pièce remporte un grand succès qui se fait plus mesuré par la suite. Elle fait aujourd'hui partie des œuvres secondaires de Racine, moins jouées que Phèdre ou Andromaque mais pas aussi délaissées que La Thébaïde ou Alexandre le Grand.

## Contexte

### La carrière de Racine jusqu'àBajazet
Lorsque la pièce est montée en 1672, Racine s'est déjà construit une solide réputation. Sa troisième tragédie, Andromaque, a connu un grand succès auprès de la cour à peine cinq ans plus tôt, en novembre 1667. Fin 1670, sa Bérénice entre en concurrence directe avec Tite et Bérénice de Pierre Corneille, et Racine sort vainqueur de cette confrontation à en juger par le succès auprès du public. Ses revenus continuent de s'accroître ; Bérénice vient de lui rapporter environ 5 000 livres.
En outre, lorsqu'il fait imprimer Bajazet en février 1672, Racine se passe pour la première fois de toute dédicace à un personnage de la cour, signe qu'il y est déjà bien en faveur ; sa « réussite sociale et littéraire », résume Jean Rohou, lui permet « d'être sa propre garantie ».

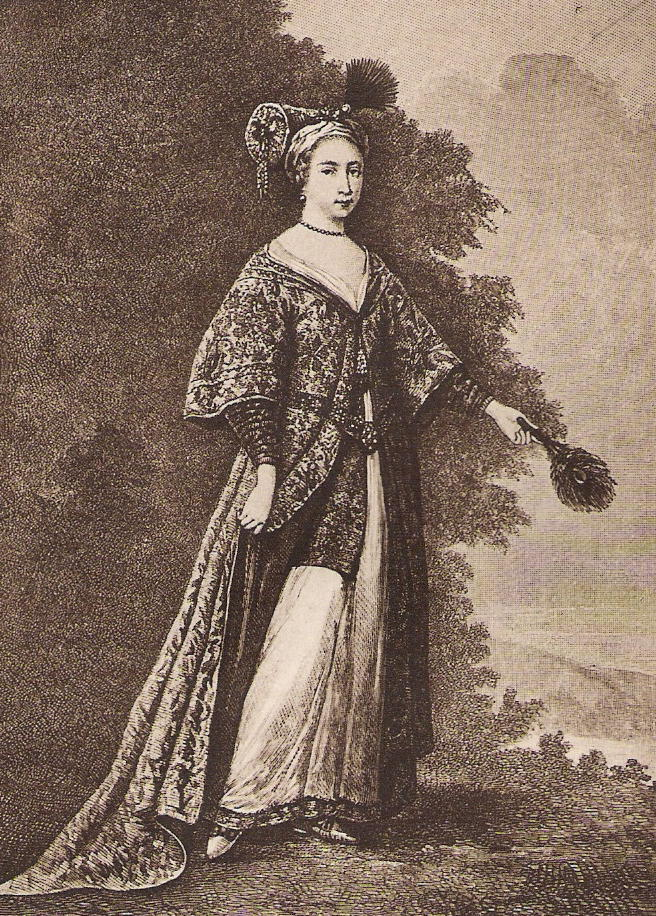
Mademoiselle de Champmeslé.

Une menace, toutefois, plane sur le travail de Racine et du théâtre de l'Hôtel de Bourgogne, auquel le dramaturge est intimement lié : Molière veut attirer à son théâtre du Palais-Royal le comédien Champmeslé et son épouse, qui vient de triompher quelques mois plus tôt dans le rôle-titre de Bérénice. Or, l'illustre acteur Floridor a tout juste pris sa retraite et Racine a besoin de garder les Champmeslé à l'Hôtel de Bourgogne ; malgré sa situation financière confortable, donc, l'auteur comprend qu'il ne peut « se reposer sur ses lauriers » et qu'il convient « d'offrir sans tarder de nouveaux rôles au couple vedette ».
L'année 1671 est en outre marquée par une grande effervescence dans le domaine des tragédies à machine et des créations musicales : c'est l'année de la tragédie-ballet Psyché de Molière, des Amours du Soleil de Donneau de Visé et du tout premier opéra en français, Pomone, œuvres qui rencontrent toutes un vif succès à Paris. Dans ce contexte, Racine choisit de s'éloigner du modèle de Bérénice, dont l'action était réduite à la plus grande simplicité et qui lui avait valu des accusations de stérilité. Pour répondre à ses détracteurs, il décide d'emprunter une nouvelle voie.

### L'Orient lointain et la mode des turqueries
Racine a jusqu'ici puisé tous ses sujets de tragédie dans l'Antiquité — romaine dans Britannicus et Bérénice, grecque dans les autres. Il a suivi en cela une tradition française « devenue quasiment une règle à partir de 1653 ». Le choix d'un sujet contemporain turc avec Bajazet est donc une forme d'innovation dans la production théâtrale de Racine, une éventuelle source d'étonnement que l'auteur anticipe dans sa seconde préface de 1676 :

« Quelques lecteurs pourront s'étonner qu'on ait osé mettre sur la scène une histoire si récente, mais je n'ai rien vu dans les règles du poème dramatique, qui dût me détourner de mon entreprise. »

Si Racine se permet de mettre en scène un fratricide commis trois décennies plus tôt, c'est que la Turquie ottomane est à bien des égards très éloignée de la France du Grand Siècle, par sa situation géographique et par ses mœurs :

« L'éloignement des pays répare en quelque sorte la trop grande proximité des temps, car le peuple ne met guère de différence entre ce qui est, si j'ose ainsi parler, à mille ans de lui, et ce qui en est à mille lieues. C'est ce qui fait, par exemple, que les personnages turcs, quelque modernes qu'ils soient, ont de la dignité sur notre théâtre. On les regarde de bonne heure comme anciens. »

Pour compléter son argumentation, Racine convoque le souvenir d'Eschyle et de ses Perses, tragédie de 472 av. J.-C. qui met en scène des personnages contemporains de l'auteur comme le roi achéménide Xerxès Ier : les Persans sont aux Athéniens de l'Antiquité ce que les Turcs modernes sont aux Français du XVIIe siècle.
En outre, le choix d'un épisode de l'histoire ottomane sacrifie à la mode orientaliste des turqueries qui se développe en Europe du XVIe au XVIIIe siècle. Jean-Pierre Collinet rappelle que « l'Orient, mal connu, séduisait par là même les imaginations, intriguait, attirait, éveillait la curiosité » à l'époque de Bajazet. Quinze mois avant la création de la pièce, Le Bourgeois gentilhomme de Molière, servi par une musique de Lully, a lui aussi cédé à la mode turque avec la cérémonie burlesque organisée pour tromper Monsieur Jourdain.

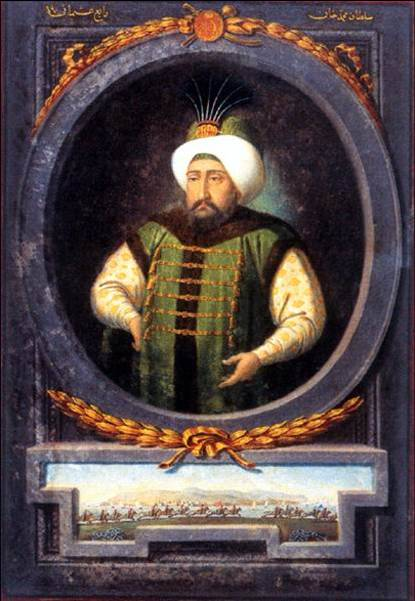
Mehmed IV, sultan de 1648 à 1687.

Les gazettes des années 1670 et 1671 fourmillent plus que jamais de renseignements concernant l'Empire ottoman. Il faut dire que les échanges diplomatiques contribuent à mettre le monde turc au goût du jour : en 1669, le sultan Mehmed IV, neveu de Bajazet, envoie Soliman Aga à la cour de Louis XIV pour rétablir des liens avec la France, après une période de tensions marquée notamment par l'envoi d'un contingent français censé aider les Vénitiens contre les Ottomans au siège de Candie ; mais le représentant de la Sublime Porte se montre insensible au faste déployé par le roi pour le recevoir. Louis XIV aurait souhaité tirer vengeance de ce comportement en faisant moquer les Turcs dans la comédie-ballet du Bourgeois gentilhomme, mais aussi, selon Jean-François Solnon, dans la tragédie de Racine.
Bajazet « ne naît pas d'une commande royale » à proprement parler, mais le secrétaire du cabinet du roi Toussaint Rose aurait informé Racine que Louis XIV, « agacé par les arrogances et les manœuvres dilatoires ottomanes, ne [prendrait] pas mal une pièce qui met en scène des mœurs de harem assez peu flatteuses pour le Grand Turc ».
La pièce de Racine arrive en outre après « trois ou quatre décennies de turqueries représentées au théâtre », qui « n'avaient de turc que les noms des héros » et où « la cruauté des sultans ou les mystères du harem » suffisaient à créer une vague couleur locale. Racine n'est en effet pas le premier à faire une tragédie ou tragi-comédie sur un sujet ottoman : il a été précédé entre autres par Gabriel Bounin et sa Soltane en 1561, Jean de Mairet et son Grand Solyman de 1639, Georges de Scudéry avec Ibrahim en 1640, ou encore l'inconnu Desmares avec sa Roxelane de 1642-1643. Georges Forestier rappelle toutefois que la veine de la tragédie turque s'est interrompue une vingtaine d'années avant Bajazet, au moment de la Fronde ; l'Osman de Tristan L'Hermite en 1647 et le Tamerlan de Jean Magnon en 1648 ont été les derniers exemples du genre avant que Racine ne le réactive.

## Personnages

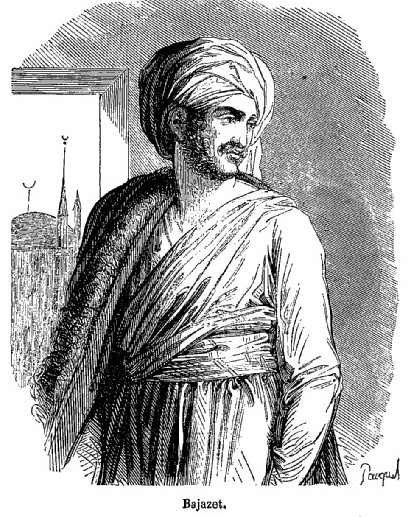
Bajazet.

Les répliques de la pièce sont partagées entre sept personnages, qui sont présentés ainsi par l'auteur :
- Bajazet, frère du sultan Amurat.
- Roxane, sultane, favorite du sultan Amurat.
- Atalide, fille du sang ottoman.
- Acomat, grand vizir.
- Osmin, confident du grand vizir.
- Zatime, esclave de la sultane.
- Zaïre, esclave d'Atalide.

Bajazet, qui donne son nom à la pièce, n'est pas le personnage qui intervient le plus : il est absent des actes I et IV et est amplement devancé par Roxane, Atalide et Acomat en nombre de vers comme en nombre de répliques :
| Personnage | Nombre de vers | %     |
| ---------- | -------------- | ----- |
| Roxane     | 464,84         | 26,58 |
| Atalide    | 441,66         | 25,25 |
| Acomat     | 374,99         | 21,44 |
| Bajazet    | 260,5          | 14,89 |
| Osmin      | 109,01         | 6,23  |
| Zatime     | 51,67          | 2,95  |
| Zaïre      | 46,33          | 2,65  |

Outre ces personnages physiquement présents sur scène, deux autres noms reviennent au cours de la tragédie :
- Amurat, le sultan, absent du palais car occupé à prendre « Babylone » (Bagdad). Il est mentionné 34 fois au fil des cinq actes[18].
- Orcan, l'envoyé du sultan d'origine africaine, qui n'intervient qu'en coulisse. Son nom revient à huit reprises dans les trois derniers actes.

« Orcan, le plus fidèle à servir ses desseins,
Né sous le ciel brûlant des plus noirs Africains. »

— 
Acte III, scène 8, v. 1103-1104.
Seuls Amurat et Bajazet sont nommés d'après des personnages historiques avérés : le premier est inspiré du sultan Mourad IV, le second de son frère Bajazet ou Bayezid. Les autres noms sont de l'invention du dramaturge ou ont été empruntés à d'autres figures de l'Empire ottoman, tel Orcan, nom d'un autre frère du sultan Mourad.

## Résumé de la pièce
Racine situe la scène « à Constantinople, autrement dite Byzance, dans le sérail du Grand-Seigneur ».

### Acte I (4 scènes)

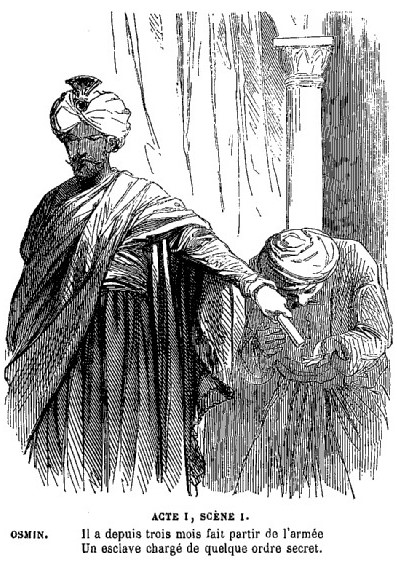
Amurat ordonnant la mort de Bajazet.

Osmin annonce au grand vizir Acomat que le sultan Amurat, parti livrer bataille aux Persans, semble sur le point d'abandonner le siège de « Babylone » (Bagdad). Acomat songe à profiter de cet échec pour encourager les janissaires à se révolter et à remplacer le sultan par son frère Bajazet. Il a déjà refusé d'obéir à un ordre adressé par Amurat de faire exécuter ce frère. Il est dans ces projets allié de la sultane en titre et favorite d'Amurat, Roxane, qui a tout pouvoir dans le palais en l'absence du sultan. Roxane est en effet tombée amoureuse de Bajazet et pense être aimée en retour. Elle veut porter son amant au trône mais comme gage d'amour, exige que Bajazet l'épouse. Or, Bajazet feint ses sentiments pour Roxane, et ses protestations d'amour sont en réalité faussement rapportées par la princesse Atalide, Bajazet et Atalide s'aiment en effet de longue date et Atalide a peur pour la vie de son amant.

### Acte II (5 scènes)

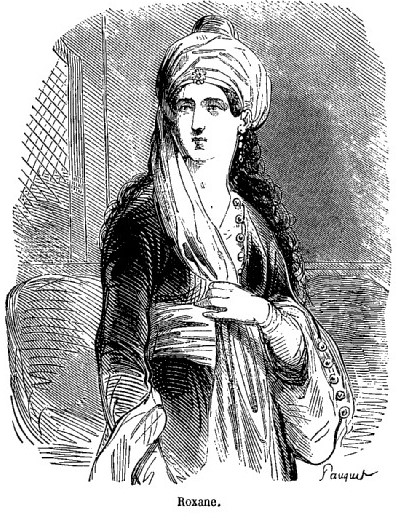
Roxane.

Bajazet résiste à la proposition de mariage de Roxane, malgré la menace qui plane sur lui. Le grand vizir Acomat tente de le persuader d'accepter, en vain. Il demande alors à la princesse Atalide, amoureuse de Bajazet depuis l'enfance, de faire de même. Celle-ci semble résignée à laisser Bajazet à Roxane pour qu'il ait la vie sauve, et elle implore donc son amant de faire semblant d'aimer la sultane et de l'épouser. Bajazet, toujours réticent, accepte malgré tout de feindre, mais hésite sur le discours à tenir à la sultane.

### Acte III (8 scènes)

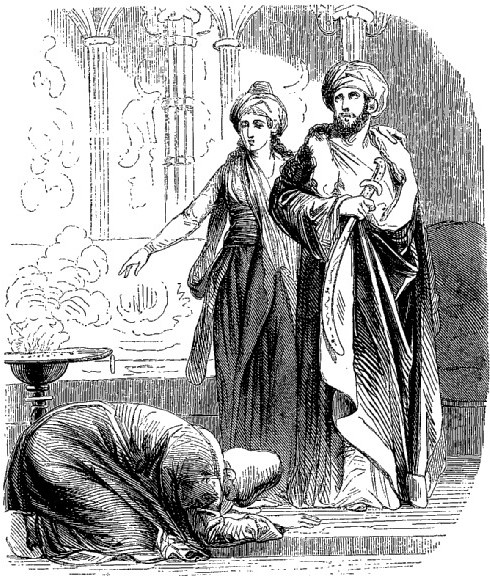
Acomat aux pieds de Bajazet.

Bajazet s'est réconcilié avec Roxane. Atalide l'apprend par son esclave Zaïre et songe à mourir, ayant sauvé l'homme qu'elle aime. Elle commence à redouter que l'amour feint de Bajazet pour Roxane ne soit véritable et reçoit dans le même temps les avances du vizir Acomat, qui lui rappelle qu'il a obtenu la promesse de sa main en récompense de son aide. Bajazet vient toutefois expliquer à Atalide qu'il n'a fait que de vagues promesses à Roxane. Celle-ci survient et, devant la froideur de Bajazet, commence à deviner sa liaison avec Atalide :

« De tout ce que je vois, que faut-il que je pense ?
Tous deux à me tromper sont-ils d'intelligence ?
Pourquoi ce changement, ce discours, ce départ ?
N'ai-je pas même entre eux surpris quelque regard ? »

Apprenant de Zatime l'arrivée du terrible Orcan, l'envoyé d'Amurat chargé d'éliminer Bajazet, Roxane comprend qu'elle doit trancher rapidement. La moindre preuve d'une liaison entre Bajazet et Atalide signera la perte du prince :

« Ils ont beau se cacher. L'amour le plus discret
Laisse par quelque marque échapper son secret. »

### Acte IV (7 scènes)

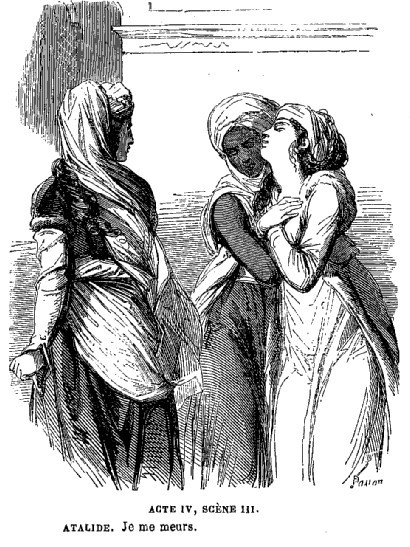
Atalide soutenue par Zatime.

Atalide reçoit une lettre de Bajazet, qui l'aime et dit vouloir continuer à feindre. Roxane, décidée à éclaircir la vérité, met à l'épreuve Atalide en lui apprenant la victoire d'Amurat au siège de Babylone et la mort prochaine de Bajazet. Atalide s'évanouit et Zatime découvre la romance de Bajazet et d'Atalide en lui portant secours et en trouvant sur elle la lettre de Bajazet. Elle apporte cette lettre à sa maîtresse la sultane, qui comprend en la lisant qu'elle a été trahie. Les preuves accablantes qu'elle vient d'obtenir la décident à faire exécuter Bajazet. Le vizir Acomat, qui jusque-là complotait avec Atalide et Bajazet, décide d'agir désormais sans eux.

### Acte V (12 scènes)

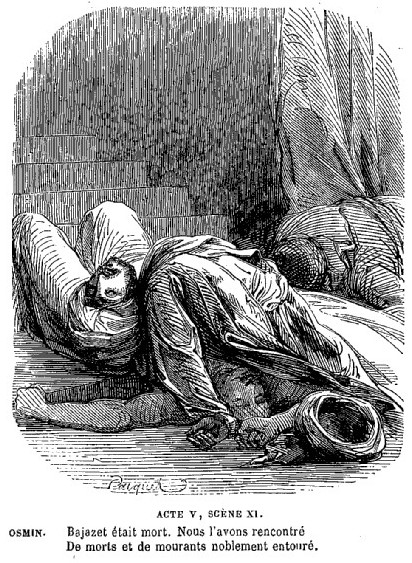
Bajazet, mort.

Atalide ne trouve plus la lettre de son amant et comprend que la sultane l'a lue. Au cours d'une dernière entrevue entre Roxane et Bajazet, le prince avoue aimer Atalide, mais Roxane lui laisse une dernière chance : elle lui demande de l'épouser le jour même et d'assister à la mise à mort d'Atalide. Bajazet refuse et demande à Roxane d'épargner son amante, innocente selon lui. Roxane le congédie. Atalide propose de se sacrifier pour que Bajazet ait la vie sauve.
Sur ces entrefaites arrive Acomat et la moitié de ses soldats, qui cherchent Bajazet pour le faire monter sur le trône. On apprend de Zaïre que Roxane a été poignardée par Orcan sur ordre d'Amurat : le sultan était informé de la trahison de sa favorite. Osmin, qui menait l'autre moitié des hommes d'Acomat, annonce que Bajazet a lui aussi été tué, après une résistance héroïque face à de nombreux soldats. Osmin et ses hommes l'ont vengé en mettant à mort Orcan. Acomat propose à Atalide de partir pour « quelque autre contrée », mais la princesse, rongée par le désespoir et le remords, se donne la mort sur scène.

## Sources
Racine évoque ses sources dans ses deux préfaces, celle de 1672 et celle de 1676. Il dit tenir les circonstances de la mort de Bajazet d'un récit de seconde main de son ami le chevalier de Nantouillet, qui avait entendu les confidences de Philippe de Harlay, comte de Cézy, ancien ambassadeur de France auprès de l'Empire ottoman. Les archives des affaires étrangères ont conservé les dépêches envoyées par Cézy à l'époque de son ambassade, dont celle du 7 septembre 1635 qui raconte en détail l'exécution de Bajazet et celle de Soliman, un autre frère du sultan Mourad, alors que Constantinople était occupée à fêter la prise d'Erevan par l'armée ottomane (la capture de Bagdad ne date que de 1638). Une autre dépêche du diplomate, datée du 10 mars 1640, évoque en outre une relation secrète entre Bajazet et une favorite de la sultane validé Kösem, mère de Mourad IV:

« Le prince Bajazet, que la sultane aimait chèrement bien que fils d'une autre femme, devint amoureux d'une belle fille favorite de ladite sultane, et la vit de si près qu'elle se trouva grosse, ce que la sultane voulut tenir si secret que le Grand Seigneur n'en a jamais rien su. »

Racine a en outre bénéficié des lumières d'un autre ambassadeur fraîchement revenu de Constantinople, Jean de La Haye-Vantelet, dont le père avait succédé au comte de Cézy au même poste.
Le dramaturge affirme être resté fidèle à l'histoire et aux coutumes des Turcs, et dit avoir consulté la récente traduction française de l'Histoire de l’état présent de l’Empire ottoman de l'Anglais Paul Rycaut (1668, traduit par Pierre Briot dès 1670).
La critique a également relevé de grandes similitudes entre l'intrigue de Bajazet et celle de Floridon ou l'amour imprudent, la dernière des Nouvelles Françaises de Jean Regnault de Segrais (1656). Bien que Racine ne dise rien de cette source, il semble probable à la plupart des commentateurs qu'il en ait eu connaissance ; la nouvelle tourne autour du même épisode historique raconté par le comte de Cézy et du même triangle amoureux, qu'elle infléchit toutefois « vers un romanesque galant ». Le romaniste Pierre Martino a avancé la thèse, au début du XXe siècle, que Racine ne s'était pas inspiré de Segrais, sans toutefois convaincre des spécialistes plus récents comme Harriet Stone. Pour expliquer pourquoi Racine n'évoque pas Floridon parmi ses sources, Jean Rohou avance entre autres l'idée que le dramaturge ne pouvait pas s'abaisser à « reconnaître une dette envers un écrivain et un genre inférieurs », et le fait que Segrais ait été l'auteur d'un roman inachevé sur la reine Bérénice avant sa rencontre avec Titus, « sujet scabreux sur lequel Racine ne tenait nullement à attirer l'attention ».
Dans la nouvelle de Segrais, la sultane est encore clairement identifiable à Kösem, puisqu'elle est la mère du sultan et non sa favorite comme chez Racine, mais elle est amoureuse de Bajazet, ce que l'ambassadeur à l'origine de cette histoire n'a jamais avancé : Floridon aurait ainsi contribué à un « travail de contamination » de « la source principale » fournie par le comte de Cézy.
Des spécialistes comme Georges Forestier entrevoient une autre influence littéraire derrière la tragédie de Racine, par-delà la nouvelle de Segrais : l'épisode d'Arsacé dans Théagène et Chariclée ou Les Éthiopiques de l'écrivain grec antique Héliodore (IIIe  ou IVe siècle), qui met en scène un même triangle sentimental impliquant un couple d'amants et une reine épouse d'un souverain parti en guerre. En outre, d'après Valincour, Racine adolescent aurait appris par cœur ce roman en grec à Port-Royal, après se l'être fait confisquer deux fois par le sacristain Lancelot. Jean Rohou, de son côté, refuse toutefois de conclure avec certitude que Les Éthiopiques aient influencé Racine dans Bajazet et ses autres tragédies : « Racine avait-il besoin d'Héliodore pour anoblir l'esclave que la sultane de Segrais prend pour confidente, ou pour rendre l'amour des jeunes gens [Atalide et Bajazet] bien antérieur à la passion de Roxane? »

## Versification
Bajazet est l'une des cinq tragédies de Jean Racine qui ne sont pas composées exclusivement d'alexandrins à rimes plates : trois brefs passages sont en effet des extraits de lettres de Bajazet ou d'Amurat contenant des vers de longueur variable à rimes croisées.

« Il peut l'avoir écrit sans m'avoir offensée,
Il peut même... Lisons, et voyons sa pensée.
Ni la mort, ni vous-même,
Ne me ferez jamais prononcer que je l'aime,
Puisque jamais je n'aimerai que vous.
Ah ! de la trahison me voilà donc instruite. »

— Bajazet, acte IV, scène 5, v. 1265-1270.
Au total, la pièce compte 1 749 vers dont 1 742 alexandrins, 5 décasyllabes, un octosyllabe et un hexasyllabe. Il s'agit de la seule pièce de Racine ayant un nombre impair de vers ; c'est l'acte IV et l'extrait de lettre cité ci-dessus qui sont en cause (le vers 1269 ne rime avec aucun autre).

## Intrigue, thèmes et analyses
Georges Forestier voit dans Bajazet une variation sur la « structure tragique fondamentale » des frères ennemis, après La Thébaïde et Britannicus, et « l'une des plus raciniennes des tragédies de Racine », en ce qu'elle reprend des composantes esthétiques qui apparaissent isolément dans les pièces précédentes. D'une manière générale, la tragédie repose sur une intrigue qui mêle amour et politique, où s'affrontent les passions du cœur et les enjeux du pouvoir. Jean Rohou citant Raymond Picard convient cependant que ces deux plans, celui des sentiments et celui du pouvoir, sont à l'origine « parfaitement étrangers » dans la pièce : « la politique est absurde aux yeux de l'amour, et l'amour est absurde aux yeux de la politique » ; seulement, « chacun détermine l'autre de façon incompréhensible et cruelle ». Si les deux grandes thématiques peuvent être exposées séparément dans un premier temps, il convient donc ensuite de voir l'unité qu'elles forment au sein du lieu clos emblématique de la condition tragique qu'est le sérail tel que décrit par Roland Barthes ou Alain Grosrichard.

### Le complot politique
La situation de départ est le projet de complot ourdi par le grand vizir Acomat en l'absence du sultan ottoman Amurat (inspiré de Mourad IV), occupé à maintenir un siège contre les Perses à Babylone. L'autorité du sultan sur Byzance, capitale de l'empire, semble incertaine ; son départ à la guerre a remis en cause l'équilibre de l'État. Il est notamment question de la fidélité au souverain Amurat de la part des janissaires, corps d'élite de l'infanterie ottomane.

### L'intrigue amoureuse
Acomat veut mettre Bajazet sur le trône avec Roxane et épouser Atalide, l'ottomane. Il pense que Roxane est amoureuse de Bajazet, ce qui l'aiderait vraiment à concrétiser ses plans, mais la seule à aimer Bajazet est Atalide qui est aimée en retour. Ainsi le plan d'Acomat échoue, car Bajazet n'aime pas Roxane, bien que, pour rester en vie, il ait pu le laisser penser.

### Le sérail comme lieu tragique
Le sérail est l'endroit où seules les femmes du sultan peuvent entrer et loger. En revanche les hommes qui peuvent y entrer sont castrés et les non-autorisés sont mis à mort. C'est à cet endroit qu'Acomat met en place son projet dès le début à l'aide des informations d'Osmin. Le risque est lourd car la sultane est dans les parages, mais cela ne semble point déranger Acomat car il souhaite l'impliquer dans l'affaire.

## Réception
Les sujets orientaux étaient à la mode à cette époque ; on pense au Bourgeois gentilhomme de Molière (1670), dans lequel Monsieur Jourdain se transformait en mamamouchi, mais aussi aux Mémoires du Sérail sous Amurat Second publiées par Claude Barbin la même année.
La pièce a été bien reçue car le sujet plaisait mais aussi, d’après Jean-Pierre Collinet, car “elle était servie par une excellente distribution”, qui comptait notamment la Champmeslé et Mlle d’Ennebaut (dans le rôle de Roxane et d'Atalide), dont les performances furent louées par Madame de Sévigné et Robinet.
Cependant, si la pièce plut au public, la critique ne tarda pas à nuancer ce succès. En effet, les mêmes reproches qui avaient été faits à Alexandre Le Grand furent faits à Bajazet et Racine fut accusé de « n'avoir pas su donner à sa tragédie une couleur assez turque ». Robinet reprocha au héros de paraître « aussi doux qu'un François » et de se comporter en « musulman des plus courtois », tout comme on reprocha à La Fleur, comédien incarnant Acomat, de ne pas avoir su rendre la terreur inspirée par le vizir Köprülü, modèle historique du personnage. Dans une sa lettre du 16 mars 1672, Madame de Sévigné écrira même que « les mœurs y sont mal observées ».
Ces critiques peuvent sembler surprenantes dans la mesure où Racine a effectué un important travail de documentation, ayant même interrogé un ambassadeur à son retour en France. Dans sa préface de 1672, il écrit n'avoir point changé « les mœurs » et « les coutumes de la nation » et y avoir peint un portrait « conforme à l'histoire des Turcs ». Contrairement à ses prédécesseurs, Racine a cherché à respecter une vérité historique qui passe notamment par le décor et l'ambiance de sa pièce.
Jean-Pierre Collinet écrit que, même si de nombreux parallèles peuvent être faits entre la pièce et la situation de la cour en France, « Racine avait offert à l'imagination de ses contemporains le plaisir, exceptionnel à cette époque, d'un authentique dépaysement. Il avait acclimaté sur notre scène un Orient que sa distance rendait mystérieux et l'avait paré d'une sombre poésie. »

## Représentations

### Premières représentations
La pièce fut créée le 1er ou le 5 janvier 1672 au théâtre de l'Hôtel de Bourgogne et tint l'affiche environ deux mois, soit moins de vingt-cinq représentations, avant d'être remplacée par l'Ariane de Thomas Corneille. La distribution était la suivante :
- Mlle de Champmeslé : Atalide (ou peut-être Roxane)
- Mlle d'Ennebaut : Roxane (ou peut-être Atalide)
- Champmeslé : Bajazet
- La Fleur : Acomat
- Hauteroche : Osmin
- Mlle Brécourt : Zatime
- Mlle Poisson : Zaïre.

Des doutes subsistent quant à l'attribution des rôles d'Atalide et Roxane : une tradition reprise par les frères Claude et François Parfaict veut que Racine ait hésité lors des répétitions entre la Champmeslé et la d'Ennebaut pour ces deux rôles féminins, mais Georges Forestier expose un faisceau d'indices laissant penser que Mlle de Champmeslé n'a jamais joué qu'Atalide durant toute sa carrière.

### À la Comédie-Française
Bajazet a été représentée 564 fois de 1680, année de la création de la Comédie-Française, à 1997, ce qui en faisait à cette date la septième tragédie de Racine la plus représentée, devant Bérénice, Esther, La Thébaïde et Alexandre le Grand.
La pièce a suivi les différents déplacements de la troupe au fil des décennies : elle est ainsi jouée au théâtre de Guénégaud dès 1680, lors de la fusion avec l'Hôtel de Bourgogne qui donne naissance à la Comédie-Française, puis tous les ans jusqu'en 1685. Elle est reprise au moins en 1701, 1721, 1731, et 1734 à la salle des Fossés-Saint-Germain, les Comédiens-Français ayant été expulsés de l'hôtel de Guénégaud en 1687. La troupe joue Bajazet à la salle des Machines des Tuileries au moins en 1774, puis à de nombreuses reprises de 1789 à 1798au théâtre de la Nation (devenu théâtre de l'Odéon en 1796) . La troupe reconstituée se fixe ensuite à la salle Richelieu du Palais-Royal en 1799, où Bajazet continue d'être jouée régulièrement jusqu'à la fin du XXe siècle.
Les reprises régulières de la pièce au Français font souvent appel à des acteurs de premier plan à leurs époques respectives :

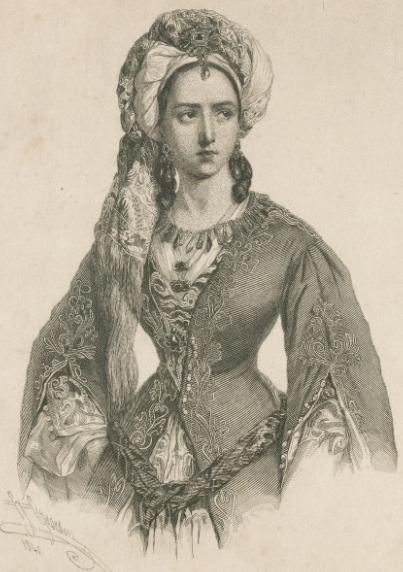
Mademoiselle Rachel dans le costume de Roxane, 1841.

- Des années 1770 au début du XIXe siècle, les acteurs Molé, Larive, Monvel, Talma et surtout Saint-Fal s'illustrent les uns après les autres dans le rôle de Bajazet[43].
- En 1804, le jeune Stendhal est séduit par une représentation de Bajazet, notamment par la beauté de Mlle Duchesnois dans le rôle de la sultane, au point d'aller la voir dans sa loge à la fin de la représentation ; il salue également la performance de Desprez en Osmin et de Saint-Prix dans le rôle du grand vizir[44],[45].
- Aux côtés d'Adolphe Maillart dans la peau de Bajazet et de Joanny dans le rôle d'Acomat, une très jeune Mademoiselle Rachel interprète Roxane à partir de 1838. Alfred de Musset assiste à deux représentations cette année-là et défend l'actrice face aux critiques lancées contre elle dans un article de la Revue des deux Mondes[46]. Elle reprend régulièrement le rôle au moins jusqu'en 1850, rejointe par sa sœur Rébecca Félix dans le rôle d'Atalide en 1845. Dans Terres vierges d'Ivan Tourgueniev, le personnage de Marianne fait allusion à la difficulté qu'avait Mademoiselle Rachel à dire le célèbre « Sortez ! » de l'acte IV, scène IV[47].
- En 1937, pour la seule production racinienne du Cartel des quatre dans l'entre-deux-guerres[48], Jacques Copeau propose une mise en scène novatrice de Bajazet dans des décors modulables de Louis Süe, avec Maurice Escande dans le rôle-titre, Mary Marquet dans celui de Roxane, Véra Korène dans la peau d'Atalide et Jean Yonnel en Acomat[49]. La pièce reçoit un accueil critique mitigé, mais Benjamin Crémieux apprécie les décors et voit dans l'expérience de Copeau une « grande tentative pour renouveler la représentation des tragiques »[50]. On continue à jouer Bajazet pendant la Seconde Guerre mondiale jusqu'au 4 janvier 1940. Les représentations ne reprennent après la guerre qu'en 1949 avec une distribution très similaire ; Mary Marquet ayant quitté la Comédie-Française pour le théâtre de boulevard, Véra Korène passe au rôle de Roxane et Annie Ducaux obtient celui d'Atalide. Jacques Copeau, malade, se met en retrait, et c'est Maurice Escande qui finit par prendre en charge la mise en scène, relayé dans le rôle-titre par Paul-Émile Deiber[51].

- En 1957, Jean Marchat met en scène une nouvelle création avec René Arrieu dans le rôle-titre et lui-même dans celui du grand vizir, Annie Ducaux conservant celui d'Atalide face à la nouvelle Roxane de Thérèse Marney. Des commentateurs de l'époque remarquent que le début se fait dans la légèreté d'une « comédie d'intrigue », Jean Marchat donnant à certaines répliques d'Acomat « le ton de la plaisanterie », et que le spectacle gagne progressivement en gravité[52]. Le décor est en outre réduit à une série de rideaux rouge sang, dans les plis desquels Jean Marchat lui-même se perd lors d'une sortie de scène d'Acomat[53].
- En 1995, au théâtre du Vieux-Colombier, Éric Vigner monte un nouveau Bajazet avec Éric Ruf dans le rôle-titre, Martine Chevallier dans la peau de la sultane, Isabelle Gardien en Atalide et Jean Dautremay en Acomat[54]. La journaliste Christine Duparc de L'Express salue l'audace de la mise en scène, son « décor efficace, entre mosquée et ziggourat », ses « costumes exotiques » et sa « musique lancinante »[55];
- À partir du 5 avril 2017, 22 ans après la dernière création, le même Éric Ruf, le Bajazet de 1995, assure une nouvelle mise en scène au Vieux-Colombier, avec Laurent Natrella dans le rôle-titre, Denis Podalydès dans le rôle du vizir Acomat, Clotilde de Bayser en Roxane et Rebecca Marder comme interprète d'Atalide[56].

### Autres mises en scène notables
- 1972 : 300 ans après la création de la pièce, Jacques Seiler propose une mise en scène avant-gardiste de Bajazet au cabaret Pigall's à Montmartre, avec Michelle Marquais et Paul Barge, dans un décor métallique fermé par des grilles et envahi au début par des vapeurs de bain turc. Le spectacle n'est toutefois pas du goût du critique Guy Dumur, déçu notamment par la diction des acteurs[57] ;
- 1974 : la tragédienne Maria Casarès, à l'affiche trente ans plus tôt des Enfants du paradis, interprète Roxane dans une mise en scène de Jean Gillibert. Après 23 représentations au théâtre de l'Odéon, la troupe part en tournée dans le sud de la France, de Carcassonne à Perpignan en passant par Narbonne et Sète, puis en Uruguay, au Brésil et au Mexique, où le spectacle participe au festival international Cervantino de Guanajuato[58],[59] ;
- 1985 : au Carré Silvia-Monfort du 15e arrondissement de Paris, Dominique Delouche met en scène la comédienne et ancienne résistante Silvia Monfort[60], qui reprend le rôle de Roxane l'année suivante au festival des Îles de Marseille ;
- 1990 : on joue Bajazet dans le confinement de la crypte Sainte-Agnès sous l'église Saint-Eustache, à Paris, dans une mise en scène de Jean-Luc Jeener, avec notamment Isabelle Hétier dans le rôle de la princesse Atalide. L'une des représentations est immortalisée par les photographies de Daniel Cande[61],[62] ;
- 1995 : Bajazet mise en scène par Éric Vigner au Théâtre du Vieux-Colombier avec les Comédiens français : Éric Ruf dans le rôle titre, Martine Chevallier, Roxane, et Isabelle Gardien, Atalide.

## Autres adaptations
La tragédie Bajazet a en outre fait l'objet d'au moins trois réalisations pour la télévision française :
- en décembre 1958, la RTF diffuse une adaptation de la pièce réalisée par Jean Kerchbron, qui veut ainsi mettre la pièce « à la mesure d'une seule personne : le spectateur chez lui »[63] ;
- en novembre 1967, la deuxième chaîne de l'ORTF, en couleur depuis le 1er octobre précédent, diffuse une adaptation réalisée par Michel Mitrani, avec l'acteur belge Jean-Claude Drouot dans le rôle de Bajazet et Judith Magre dans le rôle de Roxane[64].
- le 10 août 1986, une captation de Bajazet pour la télévision est réalisée au festival des Îles de Marseille : Pierre Cavassilas est à la réalisation, tandis que c'est Jean Leuvrais qui est chargé de la mise en scène[65]. Silvia Monfort reprend le rôle de Roxane interprété l'année précédente à Paris, Nita Klein est Atalide et Jean-François Garreaud joue Bajazet. Le programme, co-produit par TF1, Arcanal et le Carré Silvia-Monfort, est diffusé le 27 août 1986 sur TF1[66].

Le personnage de Bajazet dans l'opéra du même nom de Vivaldi et dans le Tamerlano de Haendel n'est pas le même que le protagoniste de Racine : il s'agit du sultan ottoman Bayezid Ier, un de ses lointains ancêtres.

## Éditions et traductions

### Éditions contemporaines de Racine
Du vivant de Racine, Bajazet fait l'objet de plusieurs éditions qui diffèrent de manière marginale :
- l'édition originale de 1672, chez Pierre Le Monnier, qui inclut une brève préface de l'auteur ;
- au sein de la première édition collective des œuvres de Racine en 1675-1676, chez Claude Barbin, dans laquelle une nouvelle préface, plus détaillée, remplace la première[67];
- au sein d'une deuxième édition collective des pièces de Racine en 1687, chez Denys Thierry ;
- au sein de la troisième édition collective des œuvres de Racine en 1697, la dernière publiée de son vivant, dans laquelle l'auteur établit la version définitive de son texte ; la seconde préface y est légèrement abrégée[67].

### DuXVIIeauXXIesiècle
Après la mort de Racine, Bajazet fait l'objet, comme ses autres pièces, de rééditions régulières au fil des décennies. La banque de données de la Bibliothèque nationale de France en recense plusieurs dizaines, soit au sein des œuvres complètes de l'auteur, soit comme pièce publiée séparément.
Parmi les éditions de référence aujourd'hui, on retrouve Bajazet dans les différentes versions des œuvres complètes de Racine proposées par la Bibliothèque de la Pléiade des éditions Gallimard :
- dans le tome I des Œuvres complètes éditées par Raymond Picard en 1931, qui reproduit le texte de l'édition de 1697 ;
- dans le tome I de l'édition de Georges Forestier, publié en 1999[69].

### Traductions en langue étrangère

#### En anglais
Bajazet a été traduit à plusieurs reprises en anglais :
- En 1717, l'écrivain britannique Charles Johnson en propose une version sous le titre The Sultaness. Il s'agit d'une traduction qui se veut relativement fidèle et non d'une libre adaptation, contrairement à ce qu'avait proposé Johnson pour Iphigénie sous le titre The Victim trois ans auparavant ; les personnages, l'enchaînement des scènes et le dénouement sont identiques à ceux de l'original[70]. D'importants changements sont toutefois introduits dans l'attitude de Roxane et d'Atalide, ce qui fait dire à F. Y. Eccles en 1922 que la traduction de Johnson est très loin d'être satisfaisante et gâche les effets dramatiques ménagés par Racine[71].
- En 1967, Samuel Solomon traduit en anglais versifié l'intégralité des pièces de Racine, dont Bajazet, en ayant périodiquement recours à la rime[72].
- En 1990, la tragédie est traduite par l'écrivain Alan Hollinghurst en pentamètres iambiques non rimés (vers blanc) et représentée sur scène pour la première fois au Royaume-Uni à l'Almeida Theatre de Londres ; le texte est publié en 1991 chez Chatto & Windus et réédité en 2012 chez Faber and Faber avec la traduction de Bérénice par Hollinghurst[73]. Hollinghurst dit avoir choisi le vers blanc pour éviter le danger de la monotonie et du comique involontaire dans une tragédie, la rime étant un marqueur beaucoup plus fort en versification anglaise : le vers blanc, comme forme de prédilection de la tragédie anglaise versifiée à partir de l'ère élisabéthaine, est l'équivalent le plus proche des alexandrins à rime plate en français[74]. Le tableau suivant donne un exemple de distique d'alexandrins rimés traduit par des pentamètres non rimés :

| Original v. 1566-1567   | Pour la dernière fois, perfide, tu m'as vue, Et tu vas rencontrer la peine qui t'est due.   |
| Traduction Hollinghurst | Traitor, you've seen Roxane for the last time: You go to face the punishment you've earned. |

- En 2011, l'Américain Geoffrey Alan Argent poursuit avec Bajazet sa traduction des œuvres théâtrales complètes de Racine en pentamètres iambiques rimés (heroic couplets), première entreprise du genre[75]. Le tableau suivant fournit un exemple de couplet de pentamètres rimés qui traduit un distique d'alexandrins :

| Original v. 1165-1166 | Madame, j'ai reçu des lettres de l'armée. De tout ce qui s'y passe êtes-vous informée ? |
| Traduction Argent     | I've just had new reports from Babylon. Are you aware of all that's going on?           |

#### En d'autres langues
- En espagnol, Bajazet a été traduit sous le titre Bayaceto à au moins deux reprises, sous la plume de Fermin de Iruña en 1946 puis de Rosa Chacel en édition bilingue en 1983.
- En italien, Niccolò Siminetti transpose la tragédie en « vers toscans » en 1788 ; une traduction en prose du théâtre complet de Racine est proposée par Maria Ortiz en 1955 ; l'écrivain Maria Luisa Spaziani traduit Bajazet aux côtés de Britannicus et Athalie en 1986 ; en 2009, enfin, les éditions Mondadori publient une nouvelle traduction collective des pièces de Racine, où c'est le poète Luciano Erba qui prend en charge Bajazet ainsi qu'Esther[76].
- En turc, le scénariste et réalisateur Başar Sabuncu traduit et adapte le texte de Racine sous le titre Bayazıt en 2006 en vue d'une mise en scène à Istanbul l'année suivante[77].

### Texte de référence
- Jean Racine, Théâtre complet II, Paris, Gallimard, coll. « Folio », 1983, 567 p. (ISBN 2-07-037495-5), édition établie, préfacée et annotée par Jean-Pierre Collinet.